# Distrito de Delhi norte
Delhi norte es un distrito de India en el territorio capital nacional de Delhi. Código ISO: IN.DL.NO.
Comprende una superficie de 59 km².
El centro administrativo se encuentra en Sadar Bazar.

## Demografía
Según censo 2011 contaba con una población total de 883 418 habitantes.